# Čargino
Čargino (oznaka {\displaystyle {\tilde {C}}\,}) domnevni supersimetričen delec, ki pripada nabitim delcem. Čargini so superpozicija (linearna kombinacija oziroma mešanica) iz superpartnerjev električno nabitih delcev umeritvenega in Higgsovega polja, torej winov in higsinov. Pri umeritvenem polju imamo nabite delce wino ({\displaystyle {\tilde {W}}^{1}\,} in {\displaystyle {\tilde {W}}^{2}\,}), ki sta superpartnerja odgovarjajočega polja W1 in W2. Pri Higgsovem polju imamo higsine (superpartnerje Higgsovega bozona). V Minimalnem supersimetričnem standardnem modelu so to pari delcev čargino ({\displaystyle {\tilde {C}}_{1}^{\pm }\,} - najlažji in {\displaystyle {\tilde {C}}_{2}^{\pm }\,} -najtežji).
Čargini so Diracovi fermioni. Imajo spin 1/2.

## Razpad čarginov
Najlažji čargino je {\displaystyle {\tilde {C}}_{2}^{\pm }\,}, ki razpade preko nevtralnega bozona {\displaystyle Z^{0}\,} v nevtralino:
{\displaystyle {\tilde {C}}_{2}^{\pm }\to {\tilde {C}}_{1}^{\pm }+Z^{0}\,}
{\displaystyle {\tilde {C}}_{2}^{\pm }\to {\tilde {N}}_{2}^{0}+W^{\pm }\,}
{\displaystyle {\tilde {C}}_{1}^{\pm }\to {\tilde {N}}_{1}^{0}+W^{\pm }\,}